# Conditions of a Punk
Conditions of a Punk è il secondo album in studio della band statunitense Half Alive, pubblicato il 2 dicembre 2022 tramite RCA Records.

## Descrizione
A partire dal 19 novembre 2021, insieme all'uscita del singolo "Hot Tea", la band ha iniziato a promuovere un nuovo progetto, intitolato Give Me Your Shoulders, il cui rilascio era inizialmente pianificato come un album diviso in due parti. La prima parte, intitolata Give Me Your Shoulders, Pt. 1, è stata pubblicata l'11 febbraio 2022, mentre la seconda parte era inizialmente prevista entro il 2022.
Il 12 settembre 2022 la band ha annunciato che non ci sarebbe più stata la pubblicazione della seconda parte di Give Me Your Shoulders per favorire invece "qualcosa che va oltre". Con il rilascio di uno skit, "Night Swims (poem)", la band annuncia l'inizio di una "nuova era". Il 14 settembre la band ha pubblicato un teaser riguardante l'uscita di un nuovo singolo intitolato "Did I Make You Up?", successivamente rilasciato il 13 ottobre, accompagnato da un video musicale che termina con l'annuncio di Conditions of a Punk. L'album contiene 18 tracce, comprese anche tutte le tracce della prima parte di Give Me Your Shoulders, già precedentemente rilasciate. Il giorno prima dell'uscita dell'album la band ha annunciato un tour in Nord America, Regno Unito ed Europa, iniziato a febbraio del 2023.

## Stile e tematiche
Mentre l'album di debutto della band trattava temi come la fiducia ed il riposo, con questo secondo album la band esprime concetti più emotivi, anche riguardanti l'amore, senza escludere però sfumature religiose, già presenti nel primo album. Le canzoni sono state ispirate dal processo di Taylor di "dimenticare quello che credeva come significato della parola Amore, sia con una persona che con Dio", per reimpararlo e reinterpretarlo successivamente come una scelta piuttosto che un sentimento e per apprendere che "per amare è richiesta una morte lenta e dolorosa del proprio ego, del proprio essere "punk", nel senso egotistico del termine", rappresentando quindi "la rottura e la riparazione di un cuore, il riallineamento di un'anima, espressione di una rottura e di una guarigione".

## Remix
Il 23 febbraio 2023 viene pubblicato un remix di "Nobody" con la partecipazione di Dodie.

## Tracce
Testi di Half Alive.
1. Conditions of a Punk – 3:36
2. Summerland – 3:49
3. Brighton – 3:05
4. High Up – 3:29
5. Hot Tea – 2:55
6. Did I Make You Up? – 2:29
7. Nobody – 3:26
8. Move Me – 3:37
9. Yosemite – 2:49
10. Never Been Better (feat. Orla Gartland) – 3:08
11. Back Around – 3:43
12. Everything Machine – 3:17
13. What's Wrong – 2:56
14. Call Back – 2:42
15. I'll Stop – 3:14
16. Make of It – 2:35
17. Bad Thoughts – 2:11
18. Lost – 2:22

## Formazione
Half Alive
- Josh Taylor – voce (tutte le tracce), ingegneria del suono (traccia 18)
- Brett Kramer – batteria (tutte le tracce), ingegneria del suono (traccia 18)
- J. Tyler Johnson - basso (tutte le tracce), ingegneria del suono (traccia 18)

Altri musicisti
- Mark Williams – programmazione (tracce 2, 6, 13, 16)
- Raul Cubina – programmazione (tracce 2, 6, 13, 16)
- Emiko Bankson – strumenti a corde (tracce 4, 15)
- Rachel Kramer - direttore di orchestra (traccia 5), voci secondarie (traccia 7)
- Alexa Cappelli – corista (traccia 5)
- Gregory Fletcher – corista (traccia 5)
- Sophia James – corista (traccia 5)
- VJ Rosales – corista (traccia 5)

Produzione
- Dale Becker – mastering
- Joe LaPorta – mastering (traccia 13)
- Lars Stalfors – mixaggio (tracce 1, 14, 18)
- Tom Elmhirst – mixaggio (tracce 2, 8)
- Mike Crossey – mixaggio (traccia 3)
- Geoff Swan – mixaggio (tracce 4, 7, 9, 10)
- Neal Pogue – mixaggio (tracce 5, 11, 16)
- Manny Marroquin – mixaggio (tracce 6, 15, 17)
- Rob Cohen – mixaggio (traccia12)
- Jon Castelli – mixaggio (traccia 13)
- Jonny Bell – ingegneria del suono, registrazione (traccia 15)
- Connor Hedge – assistente
- Katie Harvey – assistente
- Noah McCorkle – assistente
- Fili Filizzola – assistente (tracce 2, 5, 8, 11, 12, 16)
- Hector Vega – assistente (tracce 2, 5, 8, 11, 12, 16)
- Matthew Scatchell – assistente (tracce 2, 8)
- Chris Galland – assistente (tracce 6, 15, 17)
- Jeremie Inhaber – assistente (tracce 6, 15, 17)
- Robin Florent – assistente (tracce 6, 15, 17)
- Ingmar Carlson  – assistente (traccia 13)
- Ryan Nasci – assistente (traccia 13)